# John Ernest Williamson
Pour les articles homonymes, voir Williamson.
John Ernest Williamson ou aussi J. E. Williamson (né le 8 décembre 1881 à Liverpool et mort le 15 juillet 1966 à Nassau, aux Bahamas) a inventé la photosphère à partir de laquelle il filmait et photographiait sous la mer. On lui attribue le mérite d'avoir été la première personne à prendre une photographie sous-marine à partir d'un sous-marin.

## Biographie

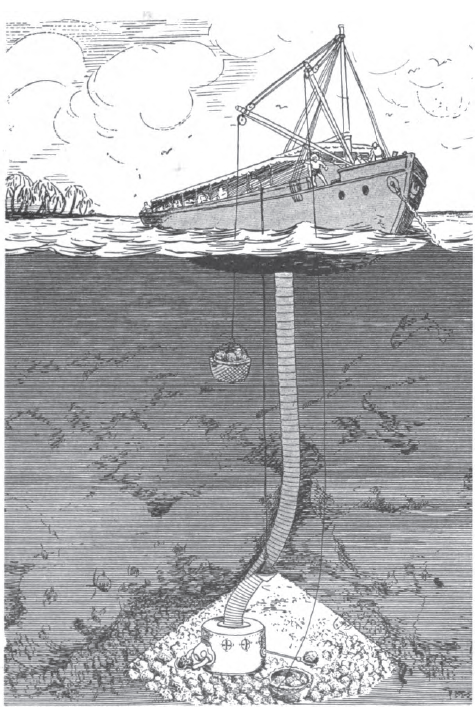
Illustration du tube en 1915, dessinée par George, le jeune frère d'Ernest avec une cloche de plongée et une lampe suspendue au bateau-mère pour éclairer la mer devant le tube.

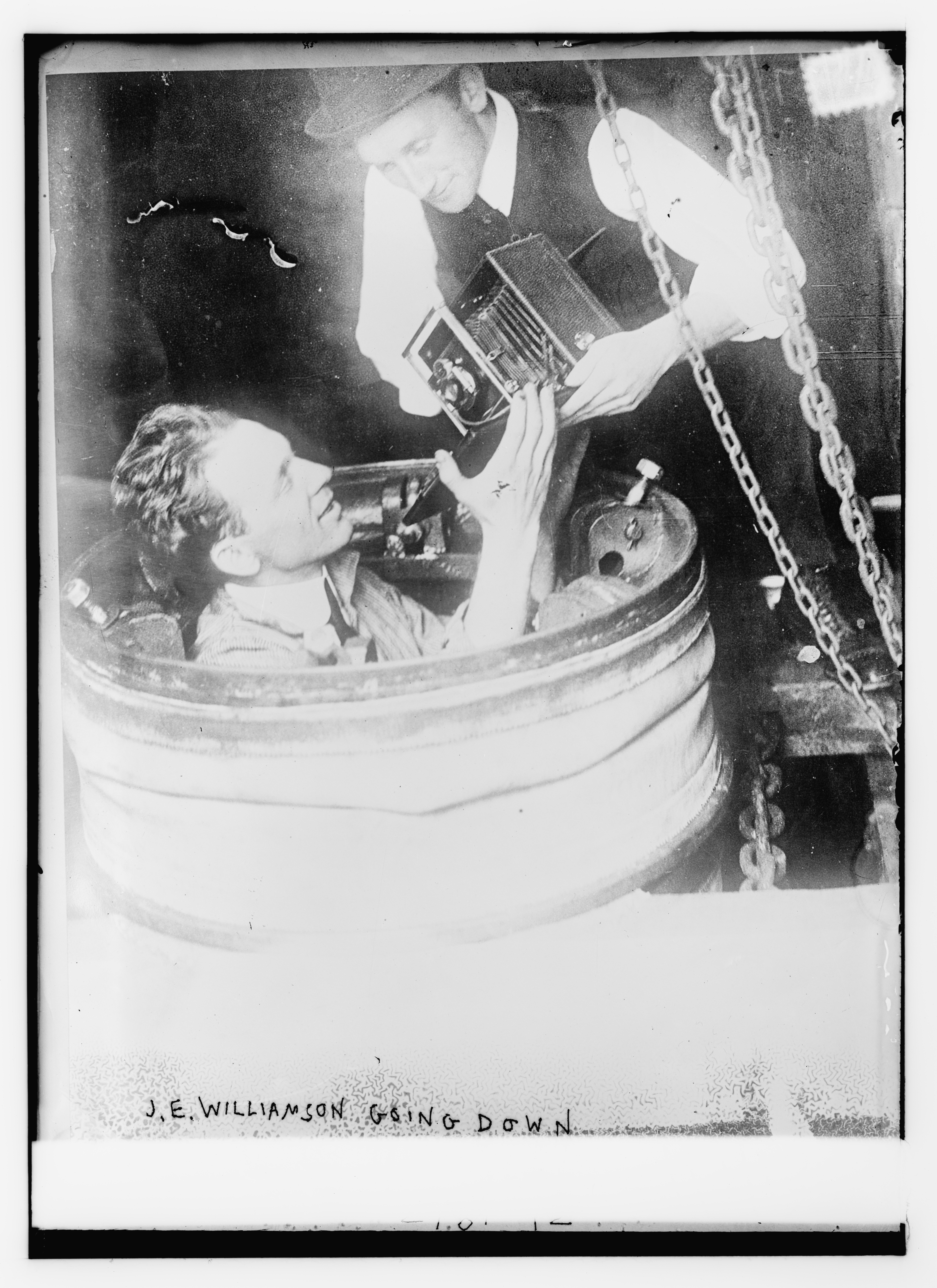
Williamson descendant dans le tube avec son appareil photo.

John Ernest Williamson est né à Liverpool, en Angleterre, en 1881, fils de Charles Williamson, un capitaine de navire de Norfolk, en Virginie. Charles avait inventé un tube sous-marin, composé d'anneaux de fer concentriques, « qui s'étirait comme un accordéon ». Suspendu à un navire spécialement équipé, ce puits dans la mer facilitait la communication et permettait de respirer de l'air en abondance jusqu'à une profondeur de 250 pieds (76,2 m). Fixé à un appareil de type cloche de plongée, ce tube était utilisé pour les réparations sous-marines et le sauvetage des navires. En 1912, J. E. Williamson, alors qu'il travaillait comme reporter, a utilisé l'appareil pour prendre des photos sous-marines dans le port de Norfolk. Avec une lampe suspendue au bateau-mère pour éclairer la mer devant le tube, les photographies des profondeurs de Hampton Roads, en Virginie, se sont avérées si réussies que J. E. Williamson a été incité à essayer les images animées. Pour faciliter la nouvelle utilisation du tube, J. E. Williamson conçoit une chambre d'observation spéciale dotée d'une grande fenêtre de verre en forme d'entonnoir, de cinq pieds de diamètre et d'un pouce et demi d'épaisseur. J.E. Williamson appela ce dispositif la « photosphère », qui est fixée à l'extrémité du tube. L'équipement est transporté aux Bahamas, où la lumière du soleil atteint une profondeur de 150 pieds (45,72 m) dans les eaux claires, ce qui facilite la photographie. Une barge spécialement construite (la première de trois embarcations de ce type) pour transporter le tube et il a ensuite agrandi la photosphère, qu'il a baptisée Jules Verne, et l'a utilisée pour créer des films, en commençant d'abord aux Bahamas,. La barge est remorquée jusqu'à l'endroit des îles qui doit être photographié.
Williamson crée une société cinématographique, la Submarine Film Corporation. Leur premier long métrage sort en 1914 et s'intitule " Thirty Leagues Under the Sea " mettant en scène Williamson dans un combat avec un requin. La Submarine Film Corporation s'associera également à d'autres sociétés telles que Thanhouser Company. J. Ernest Williamson et son frère George M. Williamson tournaient et développaient le film en utilisant leur photosphère qui était ensuite finalisé et distribué par d'autres.

## Filmographie partielle
- 1914 : Thirty Leagues Under the Sea (Trente lieues sous les mers)[6]
- 1916 : Twenty Thousand Leagues Under the Sea (Vingt mille lieues sous les mers)[6]
- 1917 : The Submarine Eye[6]
- 1921 : Wet Gold
- 1922 : Wonders of the Sea[8]
- 1924 : The Uninvited Guest (en)
- 1929 : L'Île mystérieuse
- 1932 : With Williamson Beneath the Sea[9]

## Galerie

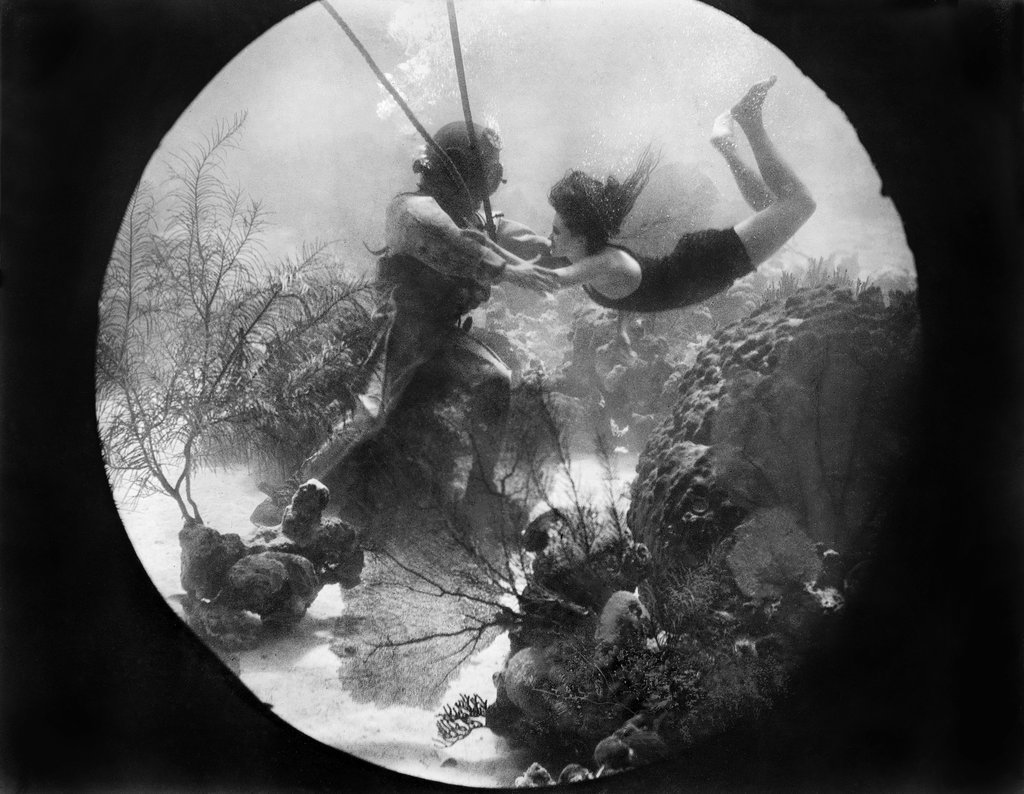
Scène du film Wonders of the Sea avec l'actrice Lulu mcGrath (1922).